# Ypsilandra cavaleriei
Ypsilandra cavaleriei là một loài thực vật có hoa trong họ Melanthiaceae. Loài này được H.Lév. & Vaniot miêu tả khoa học đầu tiên năm 1905.